# Alex Wilson (football)
Pour les articles homonymes, voir Alex Wilson et Wilson.
Alexander Wilson, plus connu sous le nom d'Alex Wilson, est un joueur de football international écossais, né le 29 octobre 1933 à Buckie en Écosse, et mort le 29 juillet 2010. Il évoluait au poste de défenseur.

## Biographie

### Carrière en club
Avec le club de Portsmouth, il dispute 348 matchs dans les championnats anglais, inscrivant 4 buts.
Il est champion d'Angleterre de troisième division en 1962.

### Carrière en sélection
Avec l'équipe d'Écosse, il reçoit une seule sélection, le 25 mai 1954 en amical contre la Finlande. 
Il est retenu par le sélectionneur Andy Beattie pour disputer la Coupe du monde 1954 organisée en Suisse. Il ne joue toutefois aucun match lors du mondial.

## Palmarès
Portsmouth
- Championnat d'Angleterre D3 :
  - Champion : 1961-62.